# Episodi di Star Trek: Enterprise (quarta stagione)
La quarta e ultima stagione della serie televisiva Star Trek: Enterprise, composta da 22 episodi, è stata trasmessa negli Stati Uniti sul canale UPN dall'8 ottobre 2004 al 13 maggio 2005.
In Italia è andata in onda su La7 dal 26 dicembre 2005 al 21 maggio 2006.
La maggior parte degli episodi di questa serie sono legati in gruppi di due o tre, ognuno dei quali forma un'unica storia.
La stagione è stata candidata a un Saturn Award nella categoria Best Network Television Series, mentre gli episodi Terra di confine, Stazione 12, Fragile alleanza, In uno specchio oscuro - Prima parte sono stati candidati a un Emmy Award.
| nº | Titolo originale            | Titolo italiano                        | Prima TV USA     | Prima TV Italia  |
| -- | --------------------------- | -------------------------------------- | ---------------- | ---------------- |
| 1  | Storm Front: Part 1         | Nuovo fronte temporale (prima parte)   | 8 ottobre 2004   | 26 dicembre 2005 |
| 2  | Storm Front: Part 2         | Nuovo fronte temporale (seconda parte) | 15 ottobre 2004  | 2 gennaio 2006   |
| 3  | Home                        | Ritorno a casa                         | 22 ottobre 2004  | 9 gennaio 2006   |
| 4  | Borderland                  | Terra di confine                       | 29 ottobre 2004  | 16 gennaio 2006  |
| 5  | Cold Station 12             | Stazione 12                            | 5 novembre 2004  | 23 gennaio 2006  |
| 6  | The Augments                | I potenziati                           | 12 novembre 2004 | 30 gennaio 2006  |
| 7  | The Forge                   | La fornace                             | 19 novembre 2004 | 6 febbraio 2006  |
| 8  | Awakening                   | Risvegli                               | 26 novembre 2004 | 13 febbraio 2006 |
| 9  | Kir'Shara                   | Il kir'shara                           | 3 dicembre 2004  | 20 febbraio 2006 |
| 10 | Daedalus                    | Dedalo                                 | 14 gennaio 2005  | 27 febbraio 2006 |
| 11 | Observer Effect             | Gli osservatori                        | 21 gennaio 2005  | 6 marzo 2006     |
| 12 | Babel One                   | Babel                                  | 28 gennaio 2005  | 13 marzo 2006    |
| 13 | United                      | Fragile alleanza                       | 4 febbraio 2005  | 20 marzo 2006    |
| 14 | The Aenar                   | Gli Aenar                              | 11 febbraio 2005 | 27 marzo 2006    |
| 15 | Affliction                  | Virus letale                           | 18 febbraio 2005 | 3 aprile 2006    |
| 16 | Divergence                  | Divergenze                             | 25 febbraio 2005 | 10 aprile 2006   |
| 17 | Bound                       | Le schiave di Orione                   | 15 aprile 2005   | 17 aprile 2006   |
| 18 | In a Mirror, Darkly: Part 1 | In uno specchio oscuro (prima parte)   | 22 aprile 2005   | 24 aprile 2006   |
| 19 | In a Mirror, Darkly: Part 2 | In uno specchio oscuro (seconda parte) | 29 aprile 2005   | 1º maggio 2006   |
| 20 | Demons                      | Demoni                                 | 6 maggio 2005    | 8 maggio 2006    |
| 21 | Terra Prime                 | Lotta per la Terra                     | 13 maggio 2005   | 14 maggio 2006   |
| 22 | These Are the Voyages...    | Federazione prossima frontiera         | 13 maggio 2005   | 21 maggio 2006   |

## Nuovo fronte temporale(prima parte)
- Titolo originale: Storm Front: Part 1
- Diretto da: Allan Kroeker
- Scritto da: Manny Coto

### Trama
L'Enterprise, al ritorno sulla Terra dopo la missione nella Distesa Delfica, si ritrova nel 1944, in una linea temporale alternativa in cui la Germania, grazie all'aiuto di alcuni alieni, ha invaso gli Stati Uniti. Il capitano Archer, ferito e catturato dai nazisti, viene liberato da dei partigiani americani durante un trasporto e portato a New York, nell'appartamento di Alicia Travers, che lo cura. Il capitano riesce a contattare l'Enterprise e a farsi teletrasportare a bordo insieme ad Alicia, ma Tucker e Mayweather, scesi sulla superficie con una navetta, sono catturati dai tedeschi.
- Guest star: Golden Brooks (Alicia Travers)
- Altri interpreti: Jack Gwaltney (Vosk),  John Flek (Silik), Joe Maruzzo (Sal), Tom Wright (Ghrath), Matt Winston (Daniels), Christopher Neame (generale tedesco), Steven R. Schirripa (Carmine)

## Nuovo fronte temporale(seconda parte)
- Titolo originale: Storm Front: Part 2
- Diretto da: David Straiton
- Scritto da: Manny Coto

### Trama
L'equipaggio dell'Enterprise, per fermare gli alieni dal compromettere maggiormente la linea temporale, organizza un assalto al loro quartier generale con i partigiani. Il capitano Archer, per distruggere il congegno che gli alieni stanno costruendo, si fa aiutare da Silik, il quale era salito sulla nave poco prima che questa compisse il viaggio nel tempo.
- Guest star: Golden Brooks (Alicia Travers)
- Altri interpreti: Jack Gwaltney (Vosk),  John Flek (Silik), Matt Winston (Daniels), Christopher Neame (generale tedesco), Steven R. Schirripa (Carmine)

## Ritorno a casa
- Titolo originale: Home
- Diretto da: Allan Kroeker
- Scritto da: Michael Sussman

### Trama
I membri dell'equipaggio dell'Enterprise, al ritorno sulla Terra, vengono accolti come degli eroi. Il capitano Archer riferisce alla Flotta Stellare sull'andamento della missione, mentre il dottor Phlox viene aggredito da un gruppo di Umani xenofobi. Intanto Tucker accompagna T'Pol su Vulcano; qui lei, per salvare la carriera della madre, acconsente a sposare Koss.
- Altri interpreti: Joanna Cassidy (T'Les), Michael Reilly Burke (Koss), Ada Maris (capitano Hernandez), Gary Graham (ambasciatore Soval), Vaughn Armstrong (ammiraglio Forrest), Joe Chrest (barista xenofobo), Jim Fitzpatrick (comandante Williams), Jack Donner (sacerdote vulcaniano)

## Terra di confine
- Titolo originale: Borderland
- Diretto da: David Livingston
- Scritto da: Ken LaZebnik

### Trama
Alcuni Umani prendono possesso di una nave klingon; la Flotta Stellare, sotto minaccia di un'invasione, scopre che gli Umani sono potenziati geneticamente, nati da embrioni rubati da Arik Soong una ventina d'anni prima. Il capitano Archer prende quindi a bordo Soong per fermare i potenziati, ma durante l'attraversamento dello spazio orioniano, nove membri dell'equipaggio, tra cui T'Pol, vengono rapiti. Vengono recuperati prima di essere venduti come schiavi, ma durante la battaglia con gli Orioniani l'Enterprise è aiutata dai potenziati, i quali in seguito prendono Soong con loro, lasciando l'Enterprise danneggiata.
- Guest star: Brent Spiner (Arik Soong)
- Altri interpreti: Alec Newman (Malik), Abby Brammell (Persis), Joel West (Raakin), Big Show (Orioniano), Dave Power (Jeffrey Pierce), J.G. Hertzler (capitano klingon), Dayo Ade (ufficiale alle armi klingon)
- Nota. Questo episodio è stato candidato all'Emmy Award 2005 nella categoria Outstanding Stunt Coordination (Vince Deadrick Jr.).
- Nota. Questo episodio forma un'unica storia con i due seguenti.

## Stazione 12
- Titolo originale: Cold Station 12
- Diretto da: Mike Vejar
- Scritto da: Michael Bryant

### Trama
Soong e i potenziati si dirigono verso Cold Station 12, una stazione medica di ricerca dove sono conservati altre decine di embrioni di potenziati. Il capitano Archer, tentando di prendere la stazione con la forza, viene catturato; i potenziati, raggiunto il loro scopo, programmano il computer della stazione per rilasciare alcuni virus mortali.
- Guest star: Brent Spiner (Arik Soong)
- Altri interpreti: Alec Newman (Malik), Abby Brammell (Persis), Richard Riehle (dottor Lucas), Kaj-Erik Eriksen (Udar), Kris Iyer (direttore della stazione), Adam Grimes (Lokesh)
- Nota. Questo episodio è stato candidato all'Emmy Award 2005 nella categoria Outstanding Stunt Coordination (Vince Deadrick Jr.).
- Nota. Questo episodio forma un'unica storia con il precedente e il successivo.

## I potenziati
- Titolo originale: The Augments
- Diretto da: LeVar Burton
- Scritto da: Michael Sussman

### Trama
L'Enterprise insegue i potenziati, diretti verso una zona di spazio all'interno del territorio klingon dove far crescere gli altri embrioni. Malik, tuttavia, il più forte e arrogante dei potenziati, si ribella a Soong, programmando di distruggere una colonia klingon per far scoppiare una guerra tra questi e gli Umani.
- Guest star: Brent Spiner (Arik Soong)
- Altri interpreti: Alec Newman (Malik), Abby Brammell (Persis), Richard Riehle (dottor Lucas), Mark Rolston (Magh)
- Nota. Questo episodio forma un'unica storia con i due precedenti.

## La fornace
- Titolo originale: The Forge
- Diretto da: Michael Grossman
- Scritto da: Judith Reeves-Stevens e Garfield Reeves-Stevens

### Trama
Quando un attentato colpisce l'ambasciata terrestre su Vulcano, uccidendo anche l'ammiraglio Forrest, l'Enterprise si unisce alle indagini. I Vulcaniani accusano dell'attentato un gruppo estremista, i Syranniti, e il capitano Archer e T'Pol decidono di andare a cercarli in un deserto noto come "la fornace", dove le apparecchiature elettroniche non funzionano. Qui vengono aiutati a superare una tempesta da un Vulcaniano di nome Syrran, che in punto di morte trasmette ad Archer il suo katra (la sua forza vitale). Sull'Enterprise, intanto, Phlox scopre che le prove che accusano i Syranniti sono state manomesse.
- Altri interpreti: Robert Foxworth (amministratore V'Las), Vaughn Armstrong (ammiraglio Forrest), Gary Graham (ambasciatore Soval), Michael Reilly Burke (Koss), Michael Nouri (Syrran)
- Nota. Questo è la prima parte di una storia che si estende su tre episodi.

## Risvegli
- Titolo originale: Awakening
- Diretto da: Roxann Dawson
- Scritto da: André Bormanis

### Trama
Archer e T'Pol riescono a trovare i Syranniti, tra i quali è presente anche la madre di T'Pol. I ribelli rivelano che l'uomo che avevano incontrato era il loro leader, Syrran, il quale portava il katra di Surak. L'amministratore V'Las, a capo dell'Alto Consiglio Vulcaniano, ordina all'Enterprise di abbandonare l'orbita, ma dopo il rifiuto di Tucker la nave viene attaccata, costringendola a lasciare Vulcano; V'Las ordina quindi di bombardare i Syranniti. Durante il bombardamento, il katra di Surak guida il capitano Archer al kir'shara, un manufatto contenente gli scritti originali di Surak; nel frattempo l'Enterprise, appreso dall'ambasciatore Soval che V'Las intende attaccare Andoria, si dirige ad avvertire gli Andoriani.
- Altri interpreti: Robert Foxworth (amministratore V'Las), Gary Graham (ambasciatore Soval), John Rubinstein (ministro Kuvak), Bruce Gray (Surak), Kara Zediker (T'Pau), Joanna Cassidy (T'Les)
- Nota. Questo episodio rappresenta la seconda parte di una storia che si estende su tre episodi.

## Il kir'shara
- Titolo originale: Kir'Shara
- Diretto da: David Livingston
- Scritto da: Mike Sussman

### Trama
Archer e T'Pau tentano di portare il kir'shara nella capitale di Vulcano e di salvare T'Pol, che era stata arrestata durante la loro fuga. L'Enterprise, dopo aver avvertito gli Andoriani dell'attacco dei Vulcaniani, viene coinvolta nella battaglia.
- Altri interpreti: Robert Foxworth (amministratore V'Las), Gary Graham (ambasciatore Soval), John Rubinstein (ministro Kuvak), Kara Zediker (T'Pau), Jack Donner (sacerdote vulcaniano), Michael Reilly Burke (Koss), Jeffrey Combs (Shran), Todd Stashwick (Talok)
- Questo episodio conclude il ciclo cominciato con i due precedenti.

## Dedalo
- Titolo originale: Daedalus
- Diretto da: David Straiton
- Scritto da: Ken LaZebnik e Michael Bryant

### Trama
L'Enterprise prende a bordo l'inventore del teletrasporto, Emory Erickson, al fine di scortarlo in una zona di spazio dove testare la sua ultima invenzione. Dopo alcuni incidenti, tuttavia, Erickson rivela che questa non è un nuovo tipo di teletrasporto, ma un modo per salvare suo figlio, rimasto bloccato in uno stato di semi-esistenza durante un test circa 15 anni prima, all'interno dei Barren, una sorta di "bolle" di sottospazio nelle quali non esistono sistemi stellari che si trovano tra i Quadranti Alfa e Beta e si estendono per un centinaio di anni luce.
- Altri interpreti: Bill Cobbs (Emory Erickson), Leslie Silva (Danica Erickson)

## Gli osservatori
- Titolo originale: Observer Effect
- Diretto da: Mike Vejar
- Scritto da: Judith Reeves-Stevens e Garfield Reeves-Stevens

### Trama
Il comandante Tucker e la guardiamarina Sato rientrano da una missione infettati da un virus a base silicica, apparentemente incurabile. Nel frattempo, due Organiani occupano i corpi di alcuni ufficiali superiori per osservare le reazioni del capitano e dell'equipaggio alla situazione.

## Babel
- Titolo originale: Babel One
- Diretto da: David Straiton
- Scritto da: Mike Sussman e André Bormanis

### Trama
L'Enterprise è diretta verso Babel per accompagnare un ambasciatore tellarite a una conferenza di pace con gli Andoriani. Durante il viaggio, la nave risponde a una chiamata di soccorso di una nave andoriana, comandata da Shran, che dice di essere stata attaccata da una nave tellarite. Subito dopo l'Enterprise viene attaccata da una nave andoriana, la quale si ritira. Durante un altro attacco, una squadra terrestre abborda la nave, ma questa parte in curvatura prima che Tucker e Reed riescano a teletrasportarsi indietro; i due si fanno strada fino al ponte, il quale tuttavia appare deserto. Nel frattempo, sull'Enterprise, T'Pol scopre che la nave è in realtà romulana e in grado, tramite emettitori olografici, di apparire sempre in forma diversa e dotata di armi che possono simulare quelle in dotazioni a specie particolari. Shran si introduce nella cabina dei Tellariti per interrogarli con la minaccia delle armi, ma durante l'assalto la sua donna rimane ferita.
- Altri interpreti: Jeffrey Combs (Shran), Lee Arenberg (Gral), Molly Brink (Talas), J. Michael Flynn (Nijil), Brian Thompson (Valdore)
- Questa è la prima parte di una storia che si snoda anche nei due episodi successivi.

## Fragile alleanza
- Titolo originale: United
- Diretto da: David Livingston
- Scritto da: Manny Coto, Judith Reeves-Stevens e Garfield Reeves-Stevens

### Trama
Mentre la nave romulana, mascherata come l'Enterprise, attacca un vascello rigelliano, per combattere la minaccia il capitano Archer cerca di convincere Andoriani, Tellariti e Vulcaniani a unire le forze. Inoltre la donna di Shran viene uccisa da un Tellarite, e lui decide di chiedere vendetta; Archer, per evitare che il duello distrugga l'alleanza, decide di sostenere il duello al posto del Tellarite. Sulla nave romulana, Tucker e Reed scoprono che questa è comandata a distanza; poco dopo aver fatto esplodere il ponte, l'Enterprise li recupera.
- Altri interpreti: Jeffrey Combs (Shran), Lee Arenberg (Gral), Molly Brink (Talas), J. Michael Flynn (Nijil), Brian Thompson (Valdore), Geno Silva (Vrax), Kevin Brief (Naarg)
- Candidato all'Emmy 2005 nella categoria Outstanding Makeup For A Series, Miniseries, Movie Or A Special (Prosthetic) (Michael Westmore).
- Questo episodio è il seguito del precedente e si conclude nel successivo.

## Gli Aenar
- Titolo originale: The Aenar
- Diretto da: Mike Vejar
- Scritto da: Manny Coto

### Trama
Il dottor Phlox scopre che la nave romulana è controllata a distanza grazie ai poteri di un Aenar, un membro di una sottospecie degli Andoriani che vive nelle regioni polari del pianeta. Il capitano Archer vi si reca insieme a Shran, scoprendo che l'Aenar è stato rapito; i due tornano sull'Enterprise insieme alla sorella. Un congegno viene preparato per permetterle di comunicare con il pilota.
- Altri interpreti: Jeffrey Combs (Shran), Alexandra Lydon (Jhamel), Brian Thompson (ammiraglio romulano Valdore), Geno Silva (senatore romulano Vrax), Alicia Adams (Lissan)
- Nota. Questo episodio rappresenta la conclusione dei due precedenti.

## Virus letale
- Titolo originale: Affliction
- Diretto da: Michael Grossman
- Scritto da: Manny Coto

### Trama
Durante la visita dell'Enterprise alla Terra per il varo della Columbia, dove Tucker si imbarca come capo ingegnere, Phlox viene rapito e costretto ad aiutare i Klingon a debellare una grave malattia che sta mettendo in pericolo la loro specie. Il tenente Reed viene contattato da Harris, un membro di un servizio segreto, il quale lo convince a impedire che l'Enterprise riesca a trovare Phlox. Un gruppo di Klingon migliorati geneticamente grazie al DNA dei potenziati umani abborda la nave, inserendo nel computer principale un virus che costringe la nave a viaggiare ad alta velocità, mentre Archer incarcera Reed, il quale non vuole rivelargli i dettagli dei suoi contatti con Harris.
- Altri interpreti: John Schuck (Antaak), James Avery (generale K'Vagh), Ada Maris (capitano Hernandez), Eric Pierpoint (Harris), Terrell Tilford (Marab), Kate McNeil (comandante Collins), Brad Greenquist (rigelliano), Derek Magyar (comandante Kelby)
- Nota. La conclusione di quest'episodio è nella puntata successiva.

## Divergenze
- Titolo originale: Divergence
- Diretto da: David Barrett
- Scritto da: Judith Reeves-Stevens e Garfield Reeves-Stevens

### Trama
Per riparare il danno fatto dai potenziati klingon, il comandante Tucker riesce a trasferirsi dalla Columbia all'Enterprise; grazie a informazioni che Harris dà a Reed, l'equipaggio riesce anche a trovare Phlox, il quale nel frattempo ha trovato una cura per l'epidemia.
- Altri interpreti: John Schuck (Antaak), James Avery (generale K'Vagh), Ada Maris (capitano Hernandez), Eric Pierpoint (Harris), Terrell Tilford (Marab), Derek Magyar (comandante Kelby), Kristin Bauer (tenente klingon Laneth), Wayne Grace (ammiraglio klingon Krell)
- Nota. Questo episodio è il seguito del precedente.

## Le schiave di Orione
- Titolo originale: Bound
- Diretto da: Allan Kroeker
- Scritto da: Manny Coto

### Trama
Come dono per aver negoziato un accordo con il sindacato di Orione, Archer riceve tre schiave orioniane; queste cominciano a sfruttare la loro influenza sugli uomini dell'equipaggio (con l'eccezione di Tucker) per impossessarsi della nave.
- Altri interpreti: William Lucking (Harrad-Sar), Cyia Batten (Navaar), Derek Magyar (comandante Kelby), Crystal Allen (D'Nesh), Menina Fortunato (Maras)

## In uno specchio oscuro(prima parte)
- Titolo originale: In a Mirror, Darkly: Part 1
- Diretto da: James L. Conway
- Scritto da: Mike Sussman

### Trama
Nell'universo dello specchio, l'astronave ISS Enterprise, al comando del capitano Forrest, è assegnata a combattere contro i ribelli non umani. Archer, il suo primo ufficiale, guida un ammutinamento in modo da poter investigare su alcune informazioni che riportano che i Tholiani possiedono una nave molto potente, proveniente da un'altra dimensione. Arrivati nei pressi dello spazio tholiano, T'Pol riesce a liberare Forrest, il quale decide tuttavia di proseguire con il piano di Archer; l'Enterprise trova la USS Defiant, proveniente dal futuro dell'universo "usuale". I Tholiani riescono tuttavia a distruggere l'Enterprise, mentre Archer e alcuni ufficiali si preparano a usare la Defiant per sconfiggere la ribellione.
- Altri interpreti: Vaughn Armstrong (capitano Forrest), Franc Ross (Umano che assalta la nave vulcaniana)
- Nota. Questo è l'unico episodio di Star Trek in cui non appare alcuno dei personaggi principali: i protagonisti sono infatti le loro controparti dell'universo dello specchio.
- Nota. Questo episodio fu candidato per un Emmy Award nella categoria Outstanding Hairstyling For A Series category.
- Nota. Questo episodio, insieme con il successivo che ne è la conclusione, ha dei titoli di testa e una sigla completamente diversi dalle altre puntate della serie; le scene sono prese da alcune puntate precedenti e pure da altre serie (ad esempio da Star Trek: Voyager: I denti del drago) e da altre produzioni della Paramount.

## In uno specchio oscuro(seconda parte)
- Titolo originale: In a Mirror, Darkly: Part 2
- Diretto da: Marvin V. Rush
- Scritto da: Manny Coto

### Trama
Archer, al comando della Defiant, riesce a capovolgere l'esito di una battaglia tra alcune navi dell'Impero Terrestre e alcuni ribelli, ma viene subito dopo sostituito nel comando dall'ammiraglio Black. Archer lo uccide e si pone a capo della piccola flotta, intenzionato con quelle forze a diventare un nuovo imperatore. T'Pol e Soval, guardiamarina vulcaniano sulla Avenger, programmano però di distruggere la Defiant per permettere alla ribellione di sopravvivere. Sato, amante di Archer, lo avvelena per divenire imperatrice proseguendone le nefandezze.
- Altri interpreti: Gary Graham (Soval), Gregory Itzin (ammiraglio Black), John Mahon (ammiraglio Gardner), Derek Magyar (guardiamarina Kelby), Pat Healy (schiavo alieno)
- Nota. In questo episodio non appare alcuno dei personaggi principali della serie, eccetto Jonathan Archer, il quale appare in un'allucinazione della sua controparte dello specchio.

## Demoni
- Titolo originale: Demons
- Diretto da: LeVar Burton
- Scritto da: Manny Coto

### Trama
Durante una conferenza interstellare organizzata sulla Terra per promuovere un'alleanza tra varie specie, una donna si presenta a T'Pol dandole, poco prima di morire, la prova, sotto forma di una ciocca di capelli, dell'esistenza di una figlia sua e di Tucker. Per indagare, i due vanno sotto copertura in un complesso minerario situato sulla Luna dove tentano di contattare un gruppo estremista xenofobo, Terra Prime. Tuttavia il loro capo, Paxton, scopertili, attiva i razzi della stazione, la quale, andando a curvatura per pochi secondi, si trasferisce su Marte e prende il controllo di una struttura usata per deviare le comete, minacciando di usarla contro la Terra nel caso che tutti i non umani non lascino il sistema solare.
- Guest star: Peter Weller (John Frederick Paxton)
- Altri interpreti: Harry Groener (Nathan Samuels), Eric Pierpoint (Harris), Peter Mensah (Daniel Greaves), Patrick Fischler (Mercer), Adam Clark (Josiah), Steve Rankin (colonnello Green), Johanna Watts (Gannet Brooks), Tom Bergeron (ambasciatore coridanita)
- Nota. La trama di quest'episodio si conclude nel successivo.

## Lotta per la Terra
- Titolo originale: Terra Prime
- Diretto da: Marvin V. Rush
- Scritto da: Andre Bormanis, Judith Reeves-Stevens e Garfield Reeves-Stevens

### Trama
Archer, Reed, Phlox e Mayweather atterrano su Marte per cercare di bloccare Paxton, lasciando il comando dell'Enterprise a Hoshi Sato, con l'ordine di distruggere il complesso se il loro ritardo nel compiere la missione permetterà a Terra Prime di mettere in atto la loro minaccia contro la Terra. I quattro riescono a portare a termine la missione, riportando sull'Enterprise T'Pol, Tucker e la loro bambina (che chiameranno Elisabeth, in onore della defunta zia paterna), benché a breve lei morirà, in seguito a un'elevata concentrazione di globuli bianchi, a causa di un errore eseguito durante il processo di clonazione.
- Guest star: Peter Weller (John Frederick Paxton)
- Altri interpreti: Harry Groener (Nathan Samuels), Eric Pierpoint (Harris), Peter Mensah (Daniel Greaves), Adam Clark (Josiah), Gary Graham (ambasciatore Soval), Johanna Watts (Gannet Brooks), Derek Magyar (comandante Kelby), Joel Swetow (ambasciatore andoriano)
- Nota. Questo episodio è il seguito e la conclusione del precedente.

## Federazione prossima frontiera
- Titolo originale: These Are the Voyages...
- Diretto da: Allan Kroeker
- Scritto da: Rick Berman e Brannon Braga

### Trama
Nel 2370, a bordo dell'Enterprise D, poco prima del ritrovamento della Pegasus, William Riker, dovendo prendere una difficile decisione, su consiglio di Deanna Troi visiona una simulazione olografica dell'ultima missione nell'Enterprise nel 2161, in cui il capitano Archer decide di aiutare Shran – creduto morto da tre anni – a salvare sua figlia rapita da alcuni pirati che vorrebbero recuperare una pietra preziosa creduta in possesso di Shran. Archer di lì a poco dovrà pronunciare il discorso alla cerimonia di firma del trattato che segna la nascita della Federazione, e questo è importantissimo per il buon esito del trattato. La spedizione di salvataggio ha buon esito e la bambina è salva.
Però tre pirati riescono a salire sull'Enterprise, minacciando Archer e Trip Tucker; vorrebbero che gli venisse consegnato Shran. Il capitano si rifiuta col pericolo di venire ucciso, vanificando così gli sforzi fatti per la firma del trattato. C'è un alterco, Archer viene colpito e sviene. Tucker, consapevole dell'importanza della firma, induce i pirati a seguirlo e, aperti dei pannelli, mette in corto due giunzioni provocando una scarica che uccide i pirati, ma ne rimane gravemente ferito. Archer è salvo, ma Trip non sopravvive: il coraggioso ingegnere si è immolato per la buona riuscita del trattato di nascita della Federazione dei Pianeti Uniti.
Ora William Riker sa che cosa prospettare al capitano Jean-Luc Picard.
- Guest star: Marina Sirtis (Deanna Troi), Jonathan Frakes (William T. Riker)
- Altri interpreti: Jeffrey Combs (Shran), Jonathan Schmock (alieno)
- Nota. Nella scena finale della cerimonia parte del pubblico è interpretata da persone coinvolte nella realizzazione della serie.[senza fonte]